# Ningjin (Dezhou)
Der Kreis Ningjin (chinesisch 宁津县, Pinyin Níngjīn Xiàn) ist ein Kreis in der chinesischen Provinz Shandong. Er gehört zum Verwaltungsgebiet der bezirksfreien Stadt Dezhou. Ningjin hat eine Fläche von 832,7 km² und zählt 449.891 Einwohner (Stand: Zensus 2010). Sein Hauptort ist die Großgemeinde Ningjin (宁津镇).

## Administrative Gliederung
Auf Gemeindeebene setzt sich der Kreis aus neun Großgemeinden und zwei Gemeinden zusammen. 